# Universidade Federal de Tecnologia, Akure

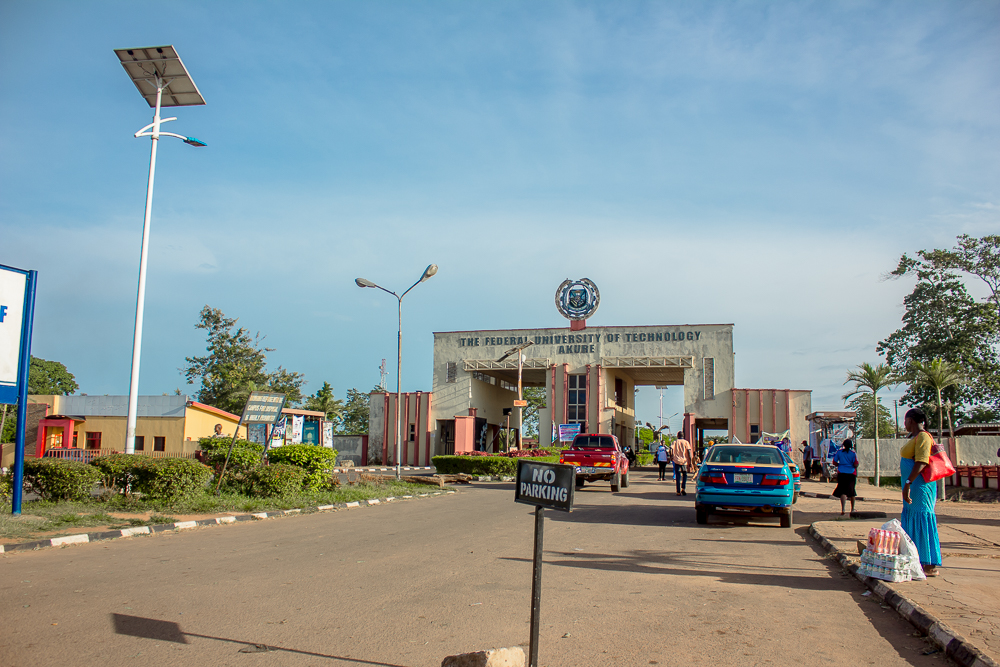
Federal University of Technology, Akure, Ondo State11

A Universidade Federal de Tecnologia Akure (informalmente FUT Akure ou simplesmente FUTA) foi fundada em 1981 [1] sob o impulso do governo da Nigéria para criar universidades especializadas na produção de graduados com conhecimento prático e teórico de tecnologias. Está localizada em Akure, a capital do estado de Ondo.

## Galeria

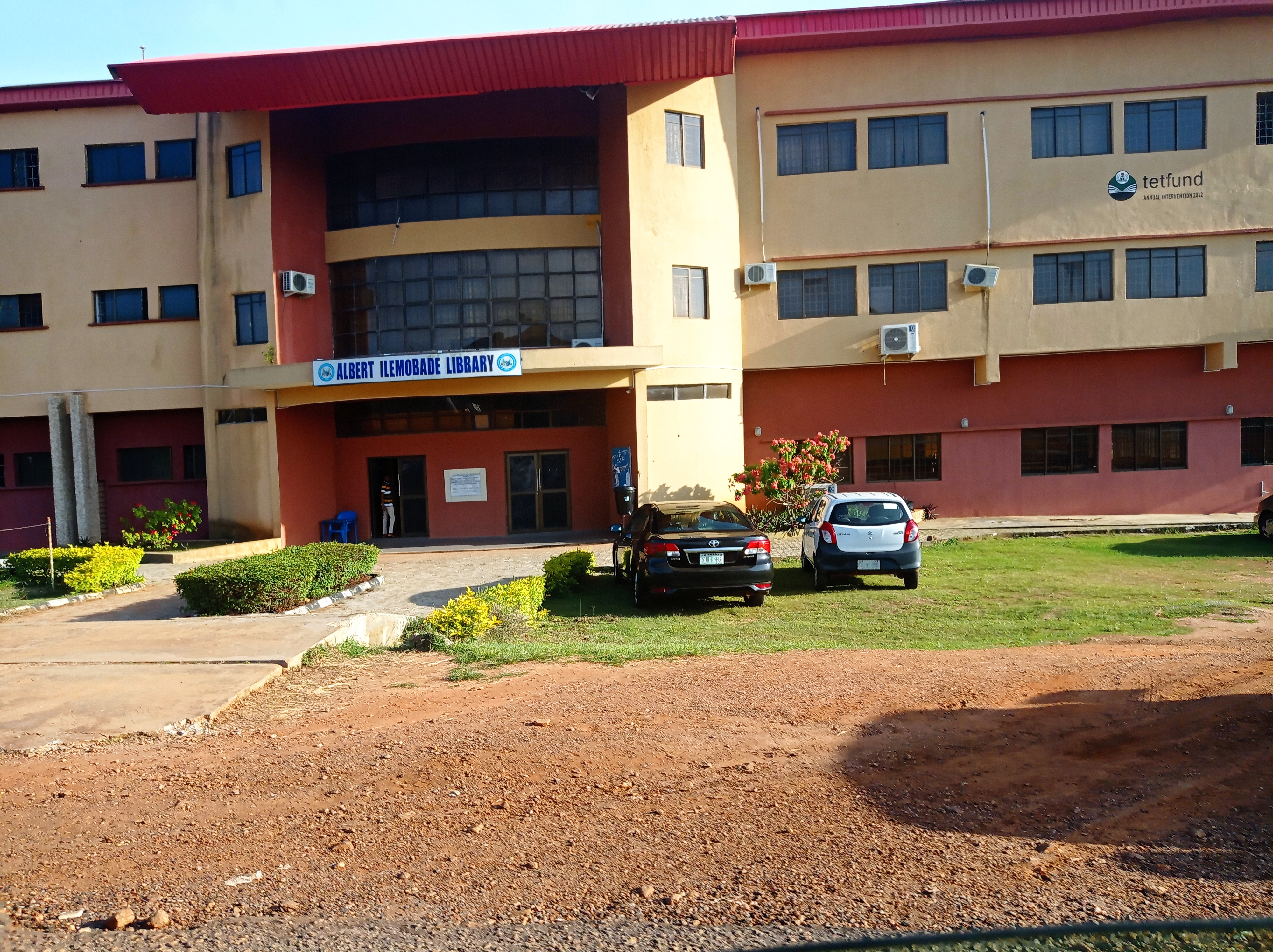
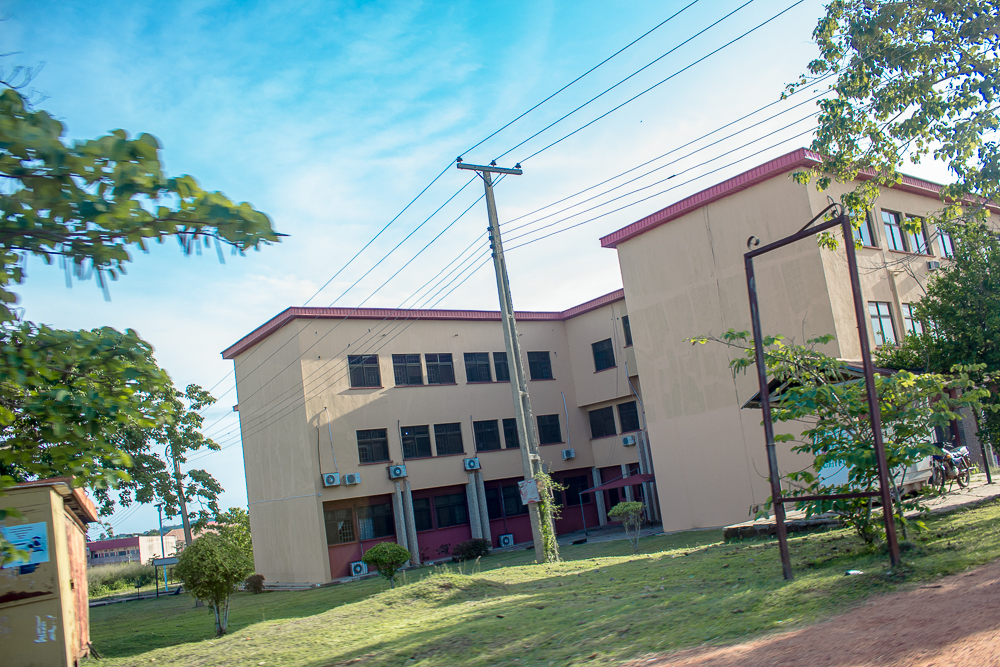
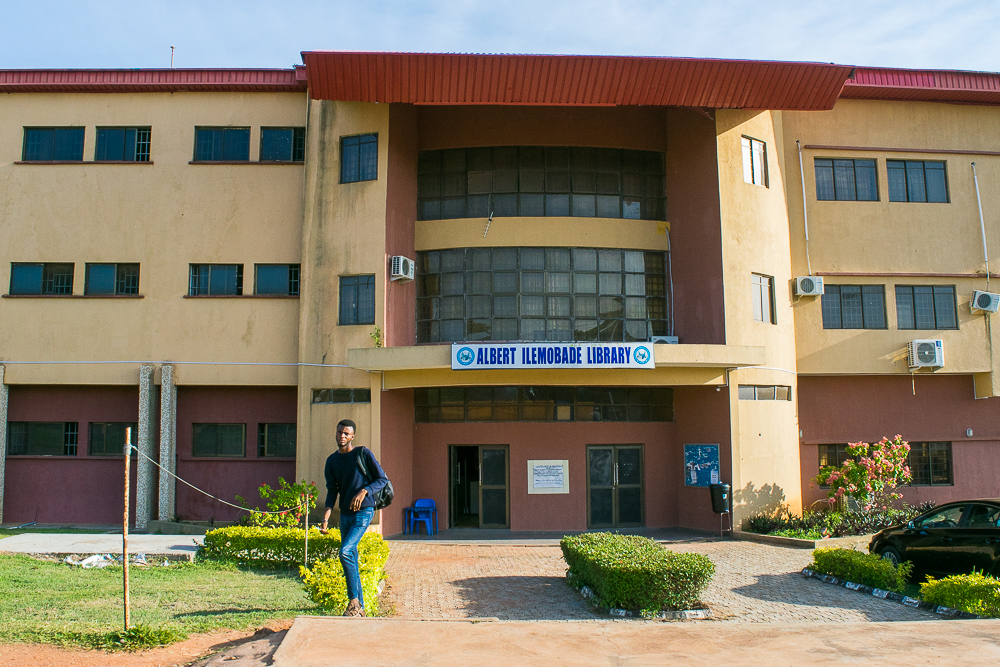
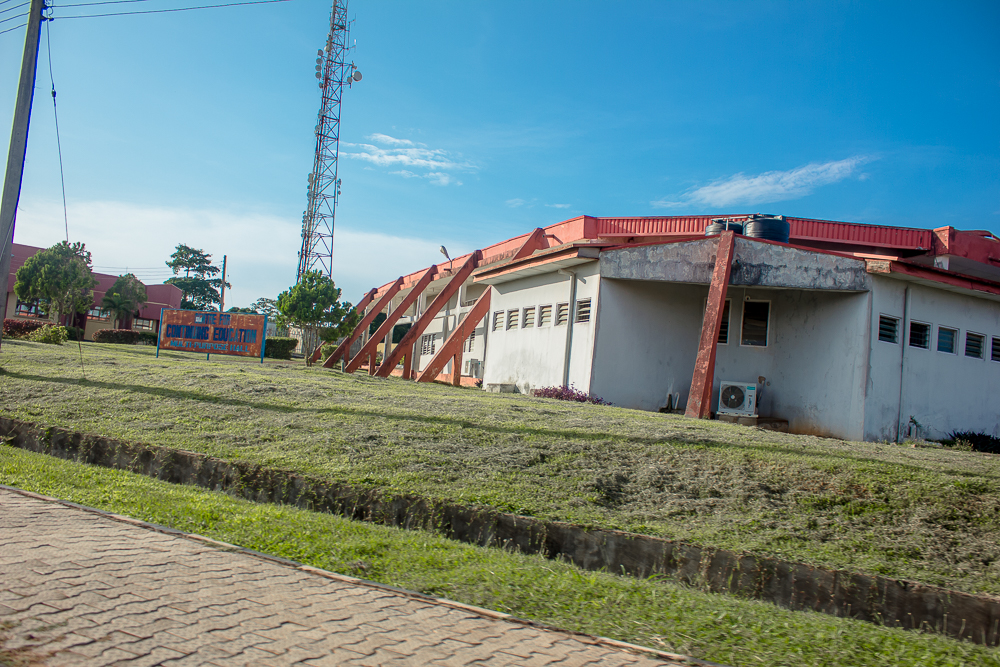
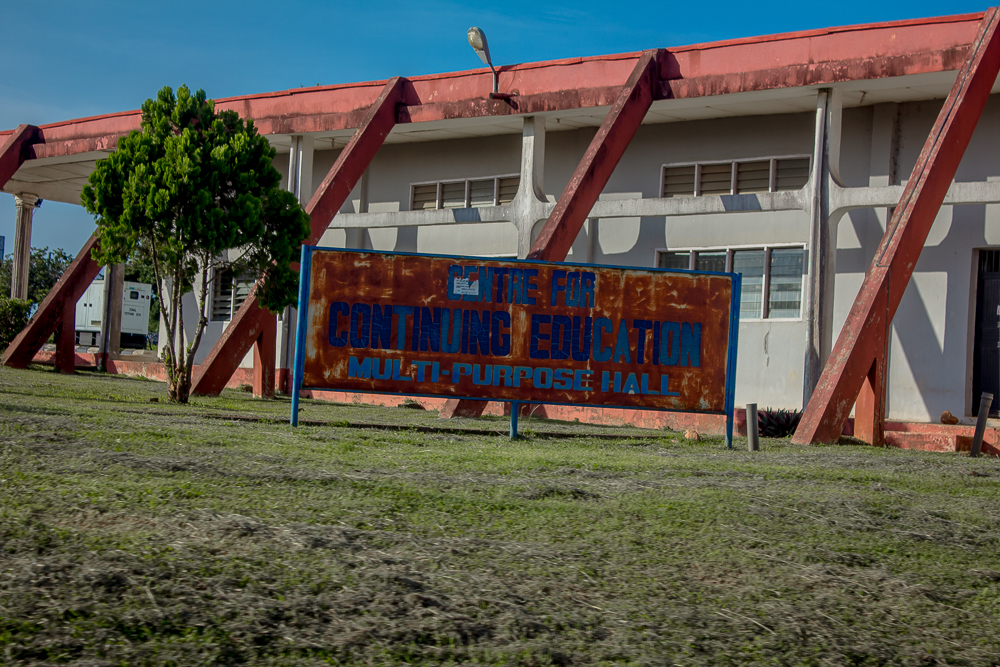
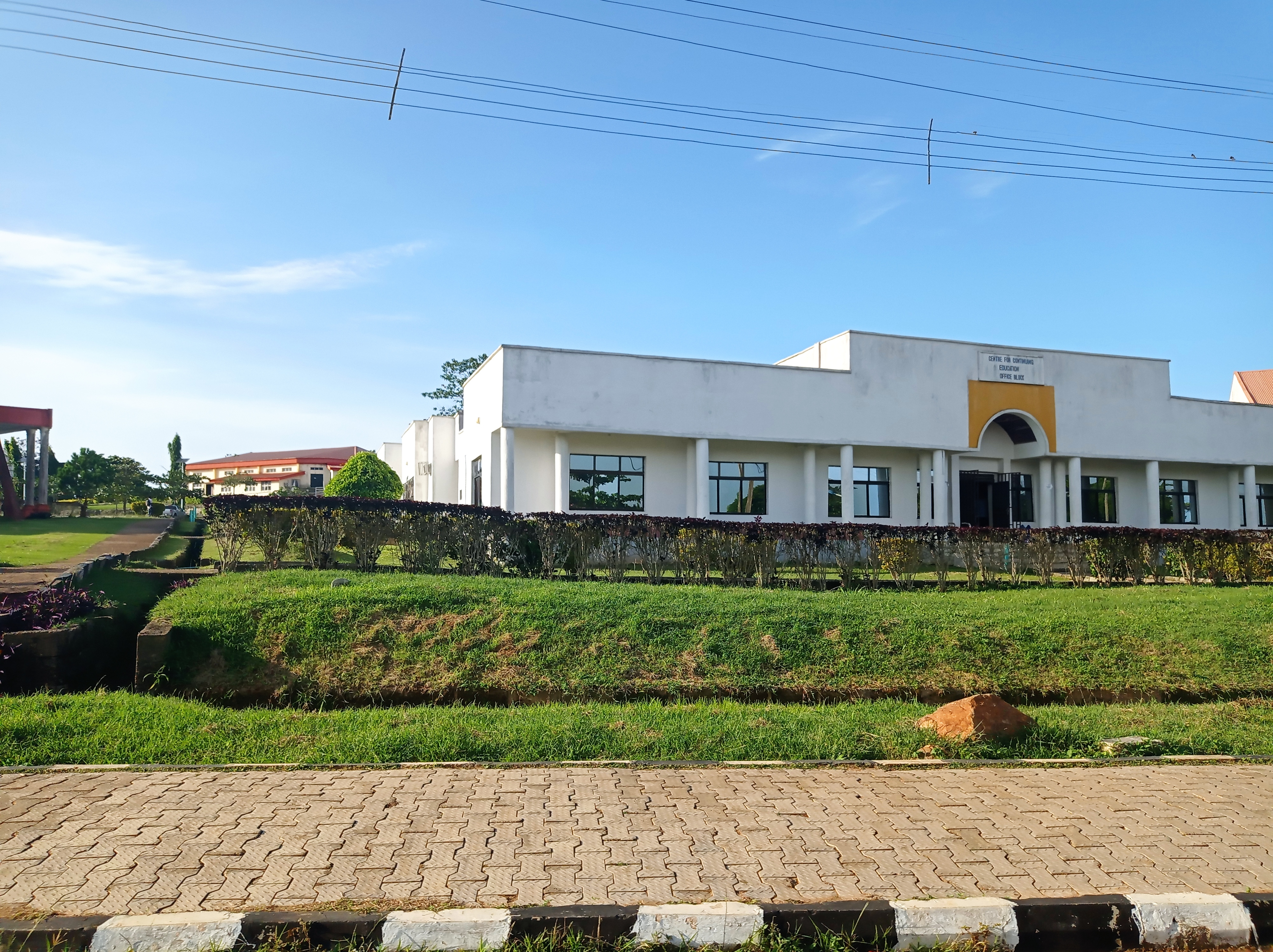
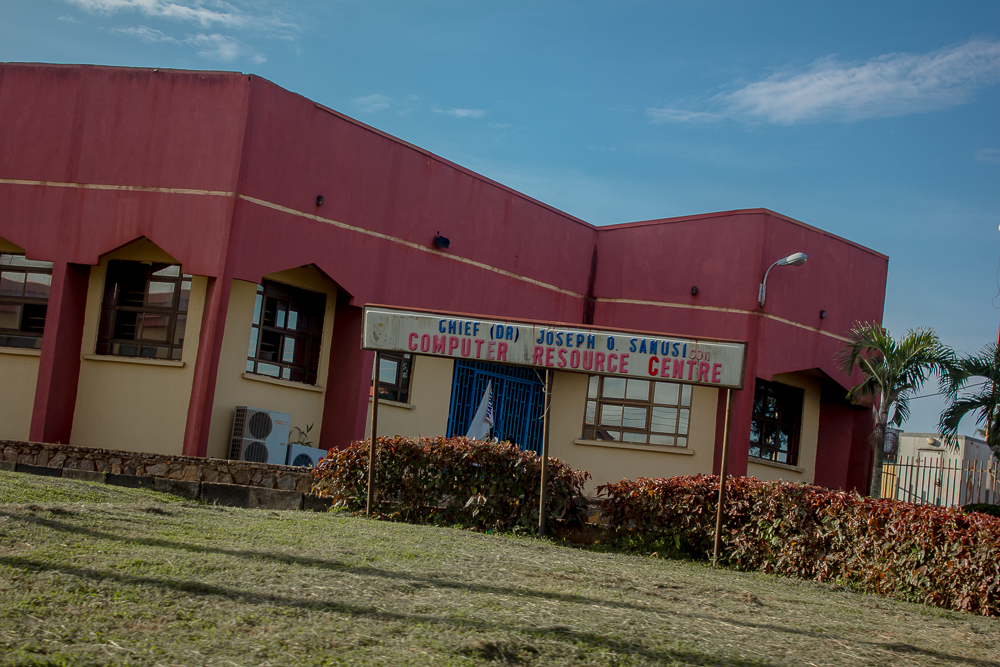
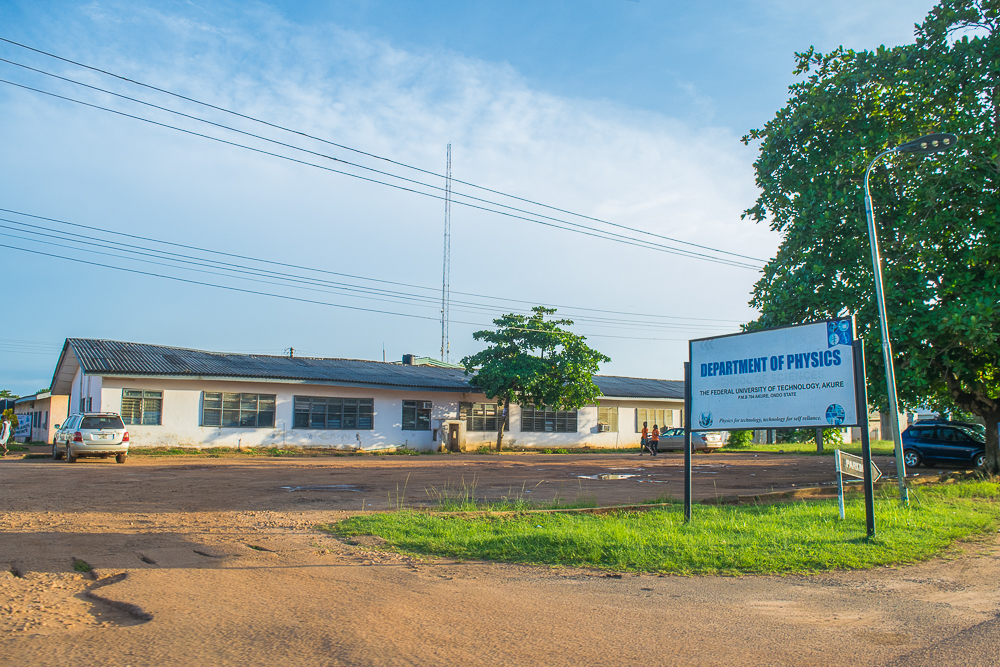

## Faculdades
A universidade tem nove escolas:
- Escola de Ciências (SOS)
- Escola da Terra e Ciências Minerais (SEMS)
- Escola de Tecnologia Ambiental (SET)
- Escola de Engenharia e Tecnologia de Engenharia (SEET)
- Escola de Tecnologia Agrícola e Agrícola (SAAT)
- Escola de Tecnologia de Gestão (SMAT)
- Escola de Estudos de Pós-Graduação (SPGS)
- Escola de Saúde e Tecnologia da Saúde (SHHT)
- Escola de Computação (SCOM)

A escola possui programas científicos pré-graduação, cursos de curta duração e programas universitários avançados de ciências básicas.

## História

### Centros Tecnológicos
Em 1980, um dos impulsos políticos na educação do governo civil liderado por Alhaji Aliyu Shehu Shagari foi a criação de novas universidades de tecnologia. O objetivo, conforme anunciado pelo governo, estava de acordo com a política nacional de educação, no que diz respeito à formação técnica e científica; ou seja, desenvolver, em todas as fases do sistema educacional, uma atitude científica e tecnológica em preparação para a decolagem tecnológica da nação. Assim, os estados que não tinham universidades federais - Bauchi, Benue, Gongola, Imo, Níger, Ogun e Ondo - tornaram-se os beneficiários imediatos desta iniciativa. No mesmo ano, três dessas instituições receberam o nome de Bauchi, Benue e Imo. Os outros quatro teriam início em 1981. A Universidade Federal de Tecnologia, Akure, foi fundada em 1981. Em agosto, o governo nomeou o chanceler pioneiro, HRH Alhaji Zulkarnaini Gambari Mohammed, emir de Iorin. Naquela época, um Conselho de 13 membros foi anunciado, embora o presidente não tenha sido nomeado até outubro. O chefe do alto escalão (dr.) Gabriel Akin-Deko foi nomeado o pioneiro pró-reitor e presidente do Conselho de Governo.
Em 19 de novembro de 1981, o agora falecido professor Theodore Idibiye Francis foi nomeado vice-reitor da nova universidade. O professor Francis tinha sido um renomado professor de medicina na faculdade de medicina da Universidade de Ibadan (University College Hospital) e depois mudou-se para o recém-criado Instituto de Ciências da Saúde da Universidade de Port Harcourt como reitor de fundação. De Port Harcourt Francis mudou-se para Akure em 1 de janeiro de 1982 para começar o trabalho de colocar a universidade em pé. Uma das primeiras coisas que ele fez foi recrutar pessoal sênior com quem começar o panorama do trabalho da fundação. Assim, após algumas consultas, Francis nomeou o Sr. Ayorinde O. Ogunruku, o primeiro membro sênior da nova universidade como o primeiro oficial administrativo, em 12 de janeiro de 1982.

### Problemas iniciais
Quando o anúncio para estabelecer uma universidade em Ondo foi feito, não ficou claro de imediato onde ela seria localizada. Quando eventualmente Akure foi escolhida e o local que abriga o instituto politécnico federal foi decidido, ficou claro que a nova universidade poderia encontrar algumas dificuldades em começar. O Politécnico construiu e habitou o local desde 1977, quando foi forçado pelo governo federal a mudar-se para Akure a partir de sua localização original em Jos, capital do estado de Plateau. Assim, quando o anúncio foi feito localizando a universidade em Akure, as autoridades politécnicas ficaram compreensivelmente desconfortáveis. Quando uma carta datada de 18 de dezembro de 1981 transmitia a informação ao reitor de que a nova universidade tomaria o lugar politécnico e sua instituição deveria mover-se, embora em fases, mais uma vez, para um novo local em Ado-Ekiti, as correntes subterrâneas de agitação. animadas com o anúncio anterior do estabelecimento da universidade transbordou.
Não é de surpreender que, quando o vice-reitor Francis chegou a Akure em 1 de janeiro de 1982, recebesse apenas uma sala na ala do instituto politécnico como seu escritório. A partir daí, o trabalho da nova universidade começou. Com a chegada de mais membros do pessoal e o aumento das actividades e a relutância das autoridades politécnicas em libertar mais espaço, iniciaram-se em Fevereiro as negociações para uma boa transferência entre os dois chefes das instituições. As dificuldades esperadas em participar dessas negociações obrigaram o então Ministro da Educação a inaugurar uma reunião dos Conselhos Conjuntos das instituições em 27 de abril de 1982. Entretanto, devido ao aumento das atividades e à necessidade de obter os muitos órgãos da universidade, com o sistema em funcionamento antes que os estudantes pudessem retomar, o vice-chanceler alugou um prédio de três andares no número 98 da Oyemekun Road, em Akure, de onde todas as atividades administrativas deviam continuar.

## A fase de construção
Enquanto as negociações continuavam com o politécnico, a universidade havia estabelecido algumas metas, que precisavam ser cumpridas. As atividades acadêmicas foram programadas para começar em novembro de 1982, mas faltava muito em termos de instalações. Assim, a universidade alugou três blocos de apartamentos em Oba-liè para dar residência ao estudante e começou a construção de uma lanchonete, um prédio para escritórios, laboratórios e um bloco de salas de aula para a Faculdade de Ciências Puras e Aplicadas. Este último foi mais tarde ligado à escola primária do pessoal. Trabalhos de modificação em estruturas liberadas pelo politécnico começaram.
Para as atividades acadêmicas programadas para novembro, o vice-reitor Francis constituiu algumas "Forças-Tarefa de Planejamento Acadêmico" para preparar os resumos acadêmicos das três escolas da fundação: Agricultura e Tecnologia Agrícola, Ciências da Terra e Minerais e Ciências Puras e Aplicadas. Para continuar o trabalho e a implementação dos sumários, os órgãos oficiais da Universidade estavam sendo estabelecidos. Em julho de 1982, o Conselho havia nomeado outros diretores principais e a maioria deles assumiu funções em agosto.
Com o núcleo inicial de acadêmicos e oficiais principais em vigor, o Senado, o órgão encarregado da responsabilidade pelas questões acadêmicas, foi então constituído e o corpo realizou sua reunião inaugural em 27 de outubro de 1982 na Câmara do Senado do Departamento Administrativo da Universidade em 98, Oyemekun Road. O dia / data da reunião inaugural foi a base para a tradição das reuniões estatutárias do Senado na última quarta-feira do mês. Aquele primeiro Senado incluiu o professor TI Francis (vice-chanceler e presidente), o professor DA Okorie (chefe do Departamento de Química), o professor LK Opeke (diretor da Escola de Agricultura e Tecnologia Agrícola) Sr. FA Akinyotu (bibliotecário da universidade), o falecido Professor MO Olofinboba (reitor, Faculdade de Ciências Puras e Aplicadas) estava ausente, o Dr. JA Osanyinbi (registrador acadêmico) era o secretário. A reunião inaugural do Senado considerou o estado de prontidão para a admissão de estudantes em atividades acadêmicas; o projeto de lei universitária; Senado Standing Orders, entre outras questões. O recrutamento de acadêmicos e outros funcionários estava bem encaminhado e, em setembro, alguns assumiram funções.
Em 22 de novembro de 1982, o FUTA recebeu seu primeiro conjunto de estudantes (no campus ainda compartilhado com o politécnico). Arranjos foram feitos para a acomodação em um bloco alugado de apartamentos em Oba-lie, uma cidade-satélite a 15 quilômetros de distância. Blocos de sala de aula e laboratório foram preparados; a equipe acadêmica que relatou já estava dividindo uma "sala de professores" da ala recém-concluída da escola primária da equipe. Os trabalhos de reconstrução e acabamento estavam obtendo outras instalações para atividades completas no campus. Atividades acadêmicas completas começaram em 29 de novembro de 1982, após uma semana de orientação para os estudantes. Em 22 de janeiro de 1983, a universidade realizou sua primeira matrícula para 149 estudantes.
Em sua segunda reunião, em 24 de novembro de 1983, o Senado elegeu o primeiro grupo para representá-lo no Conselho de Governança da universidade: Professores M. O. Olofinboba, L. K. Opeke, D. A. Okorie e Sr. F. A. Akinyotu. Este primeiro conjunto recebeu um mandato de um ano a partir de 10 de janeiro de 1983. Em sua oitava reunião em 26 de outubro de 1983, o Senado recebeu o primeiro grupo de representantes da congregação da universidade naquele órgão. Os dois eram Engr. (Dr.) S. O. Falaki e Dr. (Sra.) A. P. O. Dede.

## Escola de Computação (SCOM)
A School of Computing da universidade (abreviada como SCOM) foi fundada em 2018 e foi criada para atender às necessidades de departamentos mais relacionados à ciência da computação do que à ciência geral. Está localizado no campus de Obanla da FUTA. Esta escola tem cinco departamentos subsidiários:
- Ciência da Computação (CSC)
- Sistemas de Informação (IFS)
- Estudos de Segurança Cibernética (CSS)
- Tecnologia da Informação (IFT)
- Engenharia de Software (SEN)

## Escola da Terra e Ciências Minerais (SEMS)
- Geofísica Aplicada
- Geologia Aplicada
- Meteorologia
- Ciência Marinha e Tecnologia
- Sensoriamento Remoto e G-I-S

## Escola de Tecnologia Ambiental (SET)
- Arquitetura
- Construção
- Gestão Imobiliária
- Desenho industrial
- Pesquisa de quantidade
- Levantamento e GeoInformática
- Planejamento Urbano e Regional

## Escola de Tecnologia de Gestão (SMAT)
- Contabilidade
- Administração de Empresas
- Economia
- Tecnologia de Gestão de Empreendedorismo
- Tecnologia de Gerenciamento de Projetos
- Tecnologia de Gerenciamento de Transporte

## Escola de Engenharia e Tecnologia de Engenharia (SEET)
- Engenharia Agrícola
- Engenharia de Computação
- Engenharia Civil
- Engenharia Elétrica e Eletrônica
- Engenharia Industrial e de Produção
- Engenharia Mecânica
- Engenharia Metarlúrgica e de Materiais
- Engenharia de Minas

## Escola de Saúde e Tecnologia da Saúde (SHHT)
- Anatomia
- Tecnologia Biomédica
- Fisiologia

## Escola de Tecnologia Agrícola e Agrícola (SAAT)
- Produção Animal e Saúde
- Economia Agrícola e de Recursos
- Manaio de culturas, solo e pragas
- Ciência e Tecnologia de Alimentos
- Pescas e Tecnologia de Aquacultura
- Tecnologia Florestal e Madeira
- Ecoturismo e Gestão da Vida Selvagem
- Extensão Agrícola e Tecnologia de Comunicação

## Escola de Ciências (SOS)
- Estudos Gerais
- Matemática
- Microbiologia
- Química
- Biologia
- Bioquímica
- Física

## Escola de Estudos de Pós-Graduação (SPGS)
- Lista de programas de pós-graduação disponíveis

## Ranking
A Universidade Federal de Tecnologia Akure foi classificada como a décima melhor universidade e a segunda Universidade de Tecnologia da Nigéria por webometrics em janeiro de 2017.